# Копринопредящи
Копринопредящите (Bombycidae) са семейство насекоми от разред Пеперуди (Lepidoptera).
Таксонът е описан за пръв път от Пиер-Андре Латрей през 1802 година.

## Родове
- Amusaron
- Anticla
- Bivincula
- Bivinculata
- Bombyx
- Colla
- Dalailama
- Elachyophtalma
- Epia
- Ernolatia
- Gastridiota
- Gnathocinara
- Gunda
- Moeschleria
- Ocinara
- Penicillifera
- Quentalia
- Racinoa
- Rondotia
- Tamphana
- Trilocha
- Triuncina
- Valvaribifidum
- Vinculinula
- Vingerhoedtia